# 赤穴盛清
赤穴 盛清（あかな もりきよ）は、戦国時代から安土桃山時代にかけての武将。出雲国飯石郡赤穴荘の赤穴城（瀬戸山城）を本拠とした国人で、尼子氏と毛利氏に属する。

## 生涯

### 尼子氏配下
享禄2年（1529年）、出雲国飯石郡赤穴荘の赤穴城（瀬戸山城）を本拠とし、尼子氏に属していた国人・赤穴光清の三男として誕生。
天文11年（1542年）から始まる大内義隆による第一次月山富田城の戦いにおいて、父の光清が瀬戸山城を守って戦死し、瀬戸山城を大内氏に奪われる。翌天文12年（1543年）、祖父の赤穴久清は大内氏の撤退に隙を突いて瀬戸山城を奪還したが、大内氏の人質となっていた長兄の詮清と次兄の定清が筑前国で殺害されたため、盛清が久清の後見を受けて天文13年（1544年）に家督を相続した。戦後に尼子晴久は、亡き光清らの忠義に応えるため、盛清に加増して報いている。
永禄3年（1560年）に尼子晴久が死去し、永禄5年（1562年）に毛利元就による第二次月山富田城の戦いが始まると瀬戸山城は毛利の大軍の攻撃を受ける。元就は三刀屋久扶を仲介として所領安堵を条件に降伏を促し、盛清はこれに応じて毛利氏に帰属した。盛清には本領の赤穴500貫をはじめ、出雲国と石見国内の264貫の給地を安堵され、さらに普請役などの天役・郡役の免除も認められたことで、毛利氏に帰属して以後も赤穴氏は自立性を維持することなる。

### 毛利氏帰属後
毛利氏に帰属した盛清は、永禄9年（1566年）の毛利軍による尼子義久の月山富田城攻めでは先鋒を務め、永禄11年（1568年）から永禄12年（1569年）にかけての立花城の戦いや、永禄12年8月に出雲国へ侵攻した尼子勝久らによる尼子再興軍との戦いなど、各地を転戦した。
元亀4年（1573年）、嫡男の幸清に家督と本領の赤穴荘を譲って隠居し、晩年には祖父と同じ名の「久清」と名乗っている。しかし、幸清は天正18年（1590年）3月24日に嫡男の才寿丸（後の中川元寄）へ本領の赤穴荘500貫と出雲・石見国内各地の約500貫、合わせて1000貫余りの所領を譲与し、同年5月10日に父に先立って死去。元寄が家督を相続した。
盛清は文禄4年（1595年）11月13日に死去。享年67。

## 逸話
盛清の毛利氏への降伏に関して逸話がある。父の時代から仕える老臣の森田左衛門はあくまで毛利氏に降伏することに反対した。そのため、盛清の降伏後も森田左衛門は各地で一揆を起こして毛利軍をゲリラ的に苦しめた。これに激怒した元就は盛清を叱責したが、盛清は「自分は主家を裏切って毛利家に従いました。ですが彼らは真の忠臣です」と述べ、元就をうならせたという逸話が伝えられている。

## 系譜
- 父：赤穴光清（1493-1542）
- 母：不詳
- 室：不詳
  - 長男：赤穴幸清（?-1590）